# 임택준
임택준(1986년 4월 14일 ~ )는 대한민국의 전 축구 선수로, 포지션은 수비수였다.